# Vitryggig tangara
Vitryggig tangara (Cypsnagra hirundinacea) är en fågel i familjen tangaror inom ordningen tättingar.

## Utseende och läte
Vitryggig tangara är en omisskännlig medelstor tangara med svart rygg, vit övergump och två vita vingband. Den är vidare roströd på strupe och kroppssidor. Sången är ljudlig, ofta framförd i en duett med melodiska visslingar. 

## Utbredning och systematik
Vitryggig tangara placeras som enda art i släktet Cypsnagra. Den delas in i två underarter:
- C. h. pallidigula – Surinam och centrala Brasilien till nordöstra Bolivia
- C. h. hirundinacea – östra Bolivia till nordöstra Paraguay (Laguna Blanca) och landsbygden i södra Brasilien

## Status
Arten har ett stort utbredningsområde och beståndet anses stabilt. Internationella naturvårdsunionen IUCN listar den därför som livskraftig (LC).